# 孔迪镇 (葡萄牙堂区)
孔迪镇是葡萄牙波尔图区的一个堂区。总面积6.88平方公里，总人口25731人，人口密度3740人/平方公里。